# GK Lada

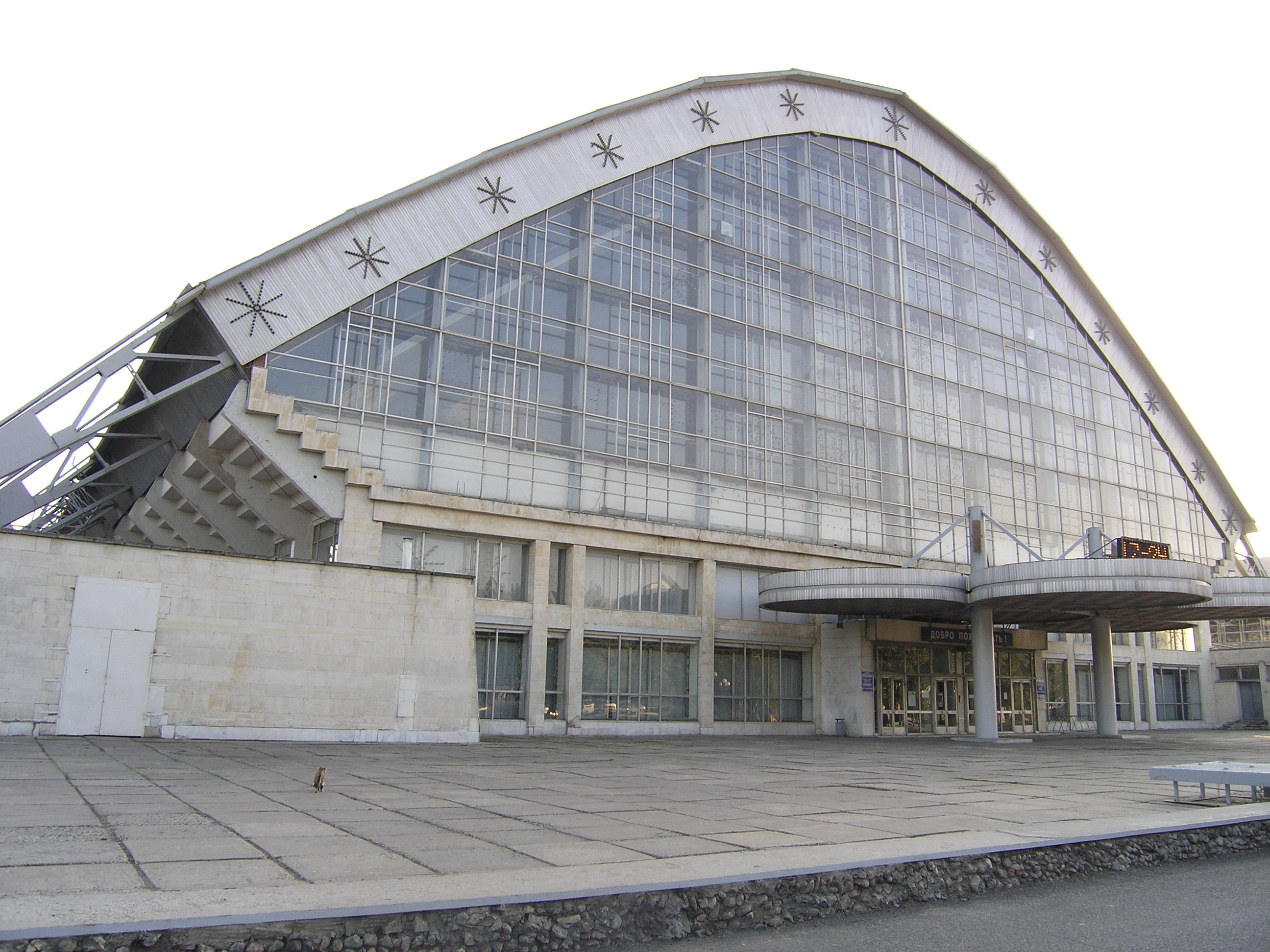
Hemmaarenan Olimp i Toljatti.

Gandbolnyj klub Lada (ryska: гандбольный клуб Лада) (GK Lada) är en damhandbollsklubb från Toljatti i Ryssland, bildad 1998.

## Historik
Klubben grundades den 7 april 1998. Det fanns en föregående klubb grundad 1996. Fundamentet för den klubben var  Barn- och ungdomsportskolan nr. 6. Denna föregångares lag bestod mest av oerfarna ungdomar, och spelade i den tredje ryska ligan och var också ett av de sämre lagen där.
I juni 1997 kom Andrej Stepanov och Alexei Shavoronkov, tidigare tränare för den ryska andradivisionsklubben Sapsibovets Novokuznetsk, till Toljatti. Staden Novokuznetsk hade haft två lag i andradivisionen, men kunde inte längre upprätthålla dessa lag. Stepanov och Shavoronkov flyttade först till den mesta närliggande, större orten Samara, men de kom därefter till Toljatti som också ligger i Samara oblast. Med de nya tränarna kom också nio nya spelare, och nästa säsong 1998 spelade laget istället för tidigare Sapsibowez Novokuznetsk i ryska andradivisionen. Efter en fjärdeplats i andraligan sin första säsong blev HC Lada Toljatti, uppflyttad till den första ligan, ryska superligan, 1999.
Hösten 1999 utlovade AUTOVAZ Joint Stock Company, mer känt under sitt varumärke Lada, sitt stöd till klubben. Stepanov, en av tränarna, ville göra GK Lada Toljatti till en internationellt etablerad handbollsklubb. Sedan blev ryska damlandslagets förbundskapten Jevgenij Trefilov tränare i klubben.  Medan Shavoronkov återvände till sin hemstad Urai,där han började träna yngre spelare, stannade Andrei Stepanov kvar och blev chef för Special Olympic Children's and Youth Sports School nr 2 "Handboll" i Toljatti, som grundades i december 1999. Denna skola blev en av hörnstenarna i Toljattis framgångar: Spelare från hela landet anslöt till skolan, och var tvungna att drillas i den tuffa träningen under Trefilov. De senare världsstjärnorna kom alla från ungdomsskolan. År 2000 spelade tre ryska landslagsspelare för Toljatti, 2001 var det redan dubbelt så många.
Efter en fjärdeplats säsongen 1999/2000 kom laget tvåa 2001, men åren 2002 till 2006 var Lada Toljatti mästare på den ryska damhandbolltronen. 2003 flyttades klubbens reservlag upp till ryska superligan och slutade på niondeplats under sin första säsong. 2002 var European Cup Winners' Cup det första rent ryska laget att vinna en europeisk cup. I början av 2003 gjorde klubben sin debut i EHF Champions League, men förlorade i kvartsfinalen mot danska Viborg HK och året efter förlorade klubben mot RK Krim Ljubljana från Slovenien. 2005 gick det ännu sämre och klubben åkte ut i gruppspelet och blev nedflyttade till cupvinnarcupen i handboll, där de inte hellerlyckades vinna titeln. 2006 förlorade klubben åter mot RK Krim Ljubljana
Sommaren 2006 blev en radikal vändpunkt i klubbens historia: AUTOVAZ Joint Stock Company tog över föreningen till 100%. Klubbens namn blev nu bara GK Lada. Samtidigt grundades den rivaliserande klubben Zvezda Zvenigorod på ryska federationens initiativ. Jevgenij Trefilov samt spelarna Oksana Romenskaja och Natalia Zilpilova lämnade klubben för Zvenigorod. Klubbens nye tränare blev den då okände Alexei Gumjanov. Tränarbytet ledde inte genast till en försvagning. Den auktoritära Trefilov ersattes av psykologen Gumjanov nästan med ett demokratiskt ledarskap och mer dialog med spelarna. 2007 blev de bara tvåa i ryska mästerskapet bakom Zvenigorod, men klubben vann den nystartade ryska cupen. De nådde finalen i Champions League, efter att ha slagit lag som Viborg HK och Hypo Niederösterreich. Finalen förlorades till  Slagelse DT. I Champions League 2007-2008 spelade GK Lada bra och nådde huvudrundan. Där förlorade ryskorna de två första matcherna, men kvalificerade sig sensationellt till semifinalen. Men förlorade semin till Hypo Niederösterreich som fick revansch för året före.
Sommaren 2011 övertog Jewgeni Trefilov åter tränarsysslan. Under hans ledning vann klubben EHF cupen 2012 och 2014, men det har inte blivit några nya ryska ligatitlar för klubben. 2016 förlorade man i finalen av EHF-cupen mot danska Team Tvis Holstebro. Under de senaste åren har GK Lada oftast placerat sig som tvåa i ryska superligan men har konkurrens av både Rostov-Don och CSKA Moskva.

## Meriter
- Ryska mästare: 2002, 2003, 2004, 2005, 2006, 2008
- Champions League-finalist: 2007
- Cupvinnarcupmästare: 2002[1]
- EHF-cupmästare: 2012, 2014

## Spelare i urval
- Olga Akopjan (2015–2016)
- Irina Bliznova (–2016, 2019–)
- Darja Dmitrijeva (2015–2019)
- Jekaterina Marennikova (2004–2012)
- Ljudmila Postnova (2002–2010)
- Oksana Romenskaja (2000–2006)
- Marija Sidorova (2001–2012)